# Рианг (язык)
Рианг (Black Karen, Black Riang, Black Yang, Liang Sek, Riang, Riang-Lang, Yang, Yang Wan Kun, Yanglam, Yin, Yin Kya, Yin Net, Yinnet) — мон-кхмерский язык, на котором говорит народ палаунг в штате Шан, вблизи южного города Шан округа Панг-Лонг, на северо-востоке Мьянмы, а также в округе Лунъян префектуры Баошань; в округе Чжэнькан префектуры Линьцан на юго-западе провинции Юньнань в Китае. Носители языка уподобились каренам, но язык народности палаунг по происхождению не имеет к ним никакого отношения. Диалекты рианг-ланг и йинчиа иногда рассматривались как отдельные языки.
У рианг есть много диалектов: дэан, инджа, инь, красный рианг, лян, лян-палаунг, наан, рянг-ланг, сяоаньгоу, сяочангоу, чёрный рианг, янг-сек, ян-вань-кунь, янлам.
У рианг есть диалект йинчиа (Black Riang, Ranei, Striped Karen, Yin Kya, Yinchia, Yinnet), который иногда рассматривался как отдельный язык, на котором говорят на юге штата Шан в Мьянме.